# Catholic Discipline
Catholic Discipline war eine US-amerikanische Punkband. Die zwischen 1979 und 1980 bestehende „Punk-Supergroup“ gehörte der Punkszene von Los Angeles an und erlangte vor allem durch ihren Konzertauftritt im 1981 veröffentlichten Dokumentarfilm The Decline of Western Civilization nachhaltige Bekanntheit.

## Bandgeschichte
Catholic Discipline wurde 1979 von Sänger Claude Bessy, als „Kickboy Face“ Redakteur beim Fanzine Slash, Gitarristin Susan Gottlieb alias „Phranc“ (Nervous Gender), Bassist Rick Jaffe (Bpeople), Schlagzeuger Craig Lee (The Bags) und Keyboarder Richard Meade gegründet. Der Bandname leitete sich von einem Graffito ab, das Bessy auf der Herrentoilette des Klubs The Masque entdeckt hatte. Ihr erstes Konzert gab die Gruppe im August – anderen Angaben zufolge am 14. September – 1979 im Hong Kong Café in Los Angeles. In der Zeitschrift Damage wurde ihr Musikstil als „The Seeds go French Gothic“ beschrieben. Kristine McKenna lobte in einer Konzertkritik für die Los Angeles Times Frontmann Claude Bessy:

“Bessy is an excellent writer obsessed with the ugly truth, and the angry morality that jumps off the pages of Slash is with him when he sings, too. Catholic Discipline has come a long way in a very short time and the sharp edges and heated delivery of their rigorously harsh music singe the senses quite effectively.”

„Bessy ist ein exzellenter Autor, auf die hässliche Wahrheit versessen, und die zornige Moralität, die von den Seiten des Slash springt, begleitet ihn auch beim Singen. Catholic Discipline hat in sehr kurzer Zeit viel erreicht und die scharfen Kanten und hitzige Darbietung ihrer rigoros harschen Musik versengen die Sinne ziemlich effektiv.“

Nach den ersten Auftritten löste Robert López (The Zeros) Richard Meade als Keyboarder ab. Während die Gruppe das Angebot einer gemeinsamen Europatournee mit Echo & the Bunnymen ausschlug, ließ sie sich im Januar 1980 von Penelope Spheeris für ihren Dokumentarfilm The Decline of Western Civilization ablichten. Wenige Monate danach zerfiel die Band. Weil die meisten Mitglieder auch in anderen Bands aktiv waren, habe es sich laut Gitarristin Phranc bei Catholic Discipline nie um eine „richtige Band“ gehandelt. López, der wie auch Craig Lee für die Mitwirkung sein Hauptinstrument wechselte, sah in der kurzlebigen Supergroup eine Möglichkeit für musikalische Experimente.

## Nachgeschichte
Claude Bessy wanderte bald nach dem Ende von Catholic Discipline ins Vereinigte Königreich aus und arbeitete als Pressesprecher für Rough Trade Records, Video-DJ und Produzent von Musikvideos. Er starb 1999 an Krebs. Phranc startete als Folk-Singer-Songwriterin eine erfolgreiche Solokarriere, ebenso wie Robert López, der sich als „mexikanischer Elvis“ El Vez neu erfand. Craig Lee war bis zu seinem AIDS-Tod im Jahr 1991 vor allem als Autor und Musikkritiker für das Fanzine Flipside und andere Publikationen tätig.
Die Band fand sich während ihres kurzen Bestehens nie in einem Tonstudio ein, es existieren lediglich Konzertaufnahmen und eine bei KPFK live eingespielte Aufnahme des Titels Pablo Picasso. Bei Artifix Records erschien 2004 unter dem Titel Underground Babylon eine Kompilation mit den gesammelten Stücken.

## Diskografie
Kompilation
- 2004: Underground Babylon

Lieder (Auswahl)
- 1979: Pablo Picasso
- 1980: Underground Babylon
- 1980: Barbee Doll Lust